# Arturo Licata
Arturo Licata (ur. 2 maja 1902, zm. 24 kwietnia 2014) – włoski superstulatek, który żył 111 lat i 357 dni. Licata był uznawany za najstarszego żyjącego zweryfikowanego mężczyznę od czasu śmierci 112-letniego Salustiano Sancheza w dniu 13 września 2013 aż do kwietnia 2014, kiedy zmarł.

## Życiorys
Arturo Licata urodził się 2 maja 1902 w rodzinie wielodzietnej. Miał on 4 braci i 2 siostry. W wieku 9 lat zaczął pracę w kopalni, a później służył w Wojsku Włoskim, m.in. we Włoskiej Inwazji na Etiopię w roku 1936. Gdy miał 22 lata, przemierzał dziennie 14 km do pracy, ze względu na to, że
w okolicy jego miejsca zamieszkania nie było samochodów. Pracował jako górnik w niebezpiecznych warunkach, a później w przychodni gdzie leczono chorych na gruźlicę, a później również jako biznesmen. Przepracował ponad 60 lat. Miał siedmioro dzieci: Paolo, Salvatore, Rosario,Giuseppina, Lucię, Concettinę i Gaetano (zmarł w 2000). Licata miał również 8 wnuków i 4 prawnuków. Jego żona, Rosa zmarła w 1980 roku.
Przez całe życie mieszkał w Ennie na Sycylii, gdzie się urodził i z przyczyn naturalnych 24 kwietnia 2014 zmarł. Po jego śmierci tytuł najstarszego żyjącego mężczyzny przypadł Amerykaninowi polskiego pochodzenia - Alexandrowi Imichowi.